# Elecciones municipales de Abancay de 2006
Las elecciones municipales de Abancay de 2006 se llevaron a cabo el 19 de noviembre de 2006 para elegir al alcalde y al Concejo Provincial de Abancay para el periodo 2007-2010. La elección se celebró simultáneamente con elecciones regionales y municipales (provinciales y distritales) en todo el Perú.

## Sistema electoral
La Municipalidad Provincial de Abancay es el órgano administrativo y de gobierno de la provincia de Abancay. Está compuesta por el alcalde y el Concejo Provincial.
La votación del alcalde y el concejo se realiza en base al sufragio universal, que comprende a todos los ciudadanos nacionales mayores de dieciocho años, empadronados y residentes en la provincia de Abancay y en pleno goce de sus derechos políticos, así como a los ciudadanos no nacionales residentes y empadronados en la provincia de Abancay.
El Concejo Provincial de Abancay está compuesto por 11 regidores elegidos por sufragio directo para un período de cuatro (4) años, en forma conjunta con la elección del alcalde (quien lo preside). La votación es por lista cerrada y bloqueada. Se asigna a la lista ganadora los escaños según el método d'Hondt o la mitad más uno, lo que más le favorezca.

## Composición del Concejo Provincial de Abancay
La siguiente tabla muestra la composición del Concejo Provincial de Abancay antes de las elecciones.
| Partidos | Partidos                                                             | Regidores |
| -------- | -------------------------------------------------------------------- | --------- |
|          | Lista Independiente N° 3 Movimiento Independiente APU Apurímac Unido | 7         |
|          | Perú Posible                                                         | 2         |
|          | Agrupación Independiente Unión por el Perú - Frente Amplio           | 1         |
|          | Fuerza Democrática                                                   | 1         |

## Partidos y candidatos
A continuación se muestra una lista de los principales partidos y alianzas electorales que participan en las elecciones:
| Candidatura | Candidatura | Partidos y alianzas                                                                                      | Candidatos | Candidatos                | Ideología                                                          | Resultado previo | Resultado previo | Ref. |
| Candidatura | Candidatura | Partidos y alianzas                                                                                      | Candidatos | Candidatos                | Ideología                                                          | Votos (%)        | Reg.             | Ref. |
| ----------- | ----------- | --- | ---------- | ------------------------- | ------------------------------------------------------------------ | ---------------- | ---------------- | ---- |
|             | UPP         | Lista - Unión por el Perú (UPP)                                                                          |            | Magali Contreras Tito     | Socialdemocracia Nacionalismo de izquierda                         | 16.53%           | 1                |      |
|             | FD          | Lista - Fuerza Democrática (FD)                                                                          |            | Marco Gamarra Samanez     | Reformismo                                                         | 16.28%           | 1                |      |
|             | MNI–PS      | Lista - Frente Popular Democrático (MNI–PS) – Movimiento Nueva Izquierda (MNI) – Partido Socialista (PS) |            | Misael Flores Carrasco    | Marxismo-leninismo Mariateguismo Socialismo democrático            | 7.16%            | 0                |      |
|             | UN          | Lista - Unidad Nacional (UN) – Partido Popular Cristiano (PPC) – Solidaridad Nacional (SN)               |            | Amilcar Hermoza Ibáñez    | Democracia cristiana Conservadurismo Neoliberalismo                | 6.00%            | 0                |      |
|             | APRA        | Lista - Partido Aprista Peruano (APRA)                                                                   |            | Noé Villavicencio Ampuero | Aprismo                                                            | 5.65%            | 0                |      |
|             | Llapanchik  | Lista - Frente Popular Llapanchik (Llapanchik)                                                           |            | Mauro Quispe Palomino     | Regionalismo apurimeño                                             | 4.12%            | 0                |      |
|             | Sí Cumple   | Lista - Agrupación Independiente Sí Cumple (Sí Cumple)                                                   |            | Mary Borda Luna           | Fujimorismo Populismo de derecha                                   | Nuevo            | Nuevo            |      |
|             | APP         | Lista - Alianza para el Progreso (APP)                                                                   |            | Luis Barra Pacheco        | Liberalismo económico Conservadurismo liberal Populismo de derecha | Nuevo            | Nuevo            |      |
|             | FN          | Lista - Fuerza Nacional (FN)                                                                             |            | Pedro Peralta Huarancca   | Conservadurismo social Liberalismo económico                       | Nuevo            | Nuevo            |      |
|             | Kallpa      | Lista - Movimiento Popular Kallpa (Kallpa)                                                               |            | Víctor Lizarzaburo Prado  | Regionalismo apurimeño                                             | Nuevo            | Nuevo            |      |
|             | MINKA       | Lista - Movimiento de Integración Kechwa Apurímac (MINKA)                                                |            | Ramiro Bueno Quino        | Regionalismo apurimeño                                             | Nuevo            | Nuevo            |      |
|             | IND         | Lista - Lista Independiente N° 1 Todos Unidos por Abancay                                                |            | José Campos Céspedes      | Localismo abanquino                                                | Nuevo            | Nuevo            |      |

## Resultados

### Sumario general
| |                                                   |              |              |              |           |           |  |  |
| Partidos y coaliciones | Partidos y coaliciones                            | Voto popular | Voto popular | Voto popular | Regidores | Regidores |  |  |
| Partidos y coaliciones | Partidos y coaliciones                            | Votos        | %            | ±pp          | Total     | +/−       |  |  |
| | Lista Independiente N° 1 Todos Unidos por Abancay | 11,683       | 30.92        | n/a          | 7         | +7        |  |  |
| | Alianza para el Progreso (APP)                    | 7,218        | 19.10        | Nuevo        | 2         | +2        |  |  |
| | Partido Aprista Peruano (APRA)                    | 4,297        | 11.37        | +5.72        | 1         | +1        |  |  |
| | Unión por el Perú (UPP)1                          | 3,305        | 8.75         | –7.78        | 1         | ±0        |  |  |
| | Fuerza Democrática (FD)                           | 3,052        | 8.08         | –8.20        | 0         | –1        |  |  |
| | Agrupación Independiente Sí Cumple (Sí Cumple)    | 2,946        | 7.80         | Nuevo        | 0         | ±0        |  |  |
| | Frente Popular Llapanchik (Llapanchik)            | 1,229        | 3.25         | –0.87        | 0         | ±0        |  |  |
| | Fuerza Nacional (FN)                              | 1,178        | 3.12         | Nuevo        | 0         | ±0        |  |  |
| | Movimiento Popular Kallpa (Kallpa)                | 990          | 2.62         | Nuevo        | 0         | ±0        |  |  |
| | Frente Popular Democrático (MNI–PS)2              | 858          | 2.27         | –4.89        | 0         | ±0        |  |  |
| | Movimiento de Integración Kechwa Apurímac (MINKA) | 750          | 1.98         | Nuevo        | 0         | ±0        |  |  |
| | Unidad Nacional (UN)                              | 283          | 0.75         | –5.25        | 0         | ±0        |  |  |
| |                                                   |              |              |              |           |           |  |  |
| Total | Total                                             | 37,789       |              |              | 11        | ±0        |  |  |
| |                                                   |              |              |              |           |           |  |  |
| Votos válidos | Votos válidos                                     | 37,789       | 83.32        | –0.21        |           |           |  |  |
| Votos en blanco | Votos en blanco                                   | 3,739        | 8.24         | +0.81        |           |           |  |  |
| Votos nulos | Votos nulos                                       | 3,825        | 8.43         | –0.61        |           |           |  |  |
| Votos emitidos | Votos emitidos                                    | 45,353       | 84.69        | +3.87        |           |           |  |  |
| Abstenciones | Abstenciones                                      | 8,197        | 15.31        | –3.87        |           |           |  |  |
| Votantes registrados | Votantes registrados                              | 53,550       |              |              |           |           |  |  |
| |                                                   |              |              |              |           |           |  |  |
| Fuente: |                                                   |              |              |              |           |           |  |  |
| Notas al pie: 1 Comparado con los resultados de Agrupación Independiente Unión por el Perú - Frente Amplio (UPP) en las elecciones de 2002. 2 Comparado con los resultados de Movimiento Nueva Izquierda (MNI) en las elecciones de 2002. |                                                   |              |              |              |           |           |  |  |
| Notas al pie: |                                                   |              |              |              |           |           |  |  |
| 1 Comparado con los resultados de Agrupación Independiente Unión por el Perú - Frente Amplio (UPP) en las elecciones de 2002. 2 Comparado con los resultados de Movimiento Nueva Izquierda (MNI) en las elecciones de 2002.               |                                                   |              |              |              |           |           |  |  |

### Concejo Provincial de Abancay
| Cargo                          | Autoridad electa        | Partido político | Partido político                                  |
| ------------------------------ | ----------------------- | ---------------- | ------------------------------------------------- |
| Alcalde Provincial de Abancay  | José Campos Céspedes    |                  | Lista Independiente N° 1 Todos Unidos por Abancay |
| Regidor Provincial de Abancay  | Carlos Farfán Contreras |                  | Lista Independiente N° 1 Todos Unidos por Abancay |
| Regidor Provincial de Abancay  | Marco Morales Holguín   |                  | Lista Independiente N° 1 Todos Unidos por Abancay |
| Regidora Provincial de Abancay | Shara Huamán Julluni    |                  | Lista Independiente N° 1 Todos Unidos por Abancay |
| Regidor Provincial de Abancay  | José Cornelio Montaño   |                  | Lista Independiente N° 1 Todos Unidos por Abancay |
| Regidor Provincial de Abancay  | Hermógenes Dongo Suárez |                  | Lista Independiente N° 1 Todos Unidos por Abancay |
| Regidor Provincial de Abancay  | Carlos Olaya Alarcón    |                  | Lista Independiente N° 1 Todos Unidos por Abancay |
| Regidor Provincial de Abancay  | Alfonso Núñez Robles    |                  | Lista Independiente N° 1 Todos Unidos por Abancay |
| Regidor Provincial de Abancay  | Emery Páucar Mamani     |                  | Alianza para el Progreso                          |
| Regidor Provincial de Abancay  | Armando Ramírez Ballón  |                  | Alianza para el Progreso                          |
| Regidor Provincial de Abancay  | Nicanor Carrasco Sauñe  |                  | Partido Aprista Peruano                           |
| Regidor Provincial de Abancay  | Roberto León Allca      |                  | Unión por el Perú                                 |

## Elecciones municipales distritales

### Sumario general
| | Unión por el Perú (UPP)1                          | 3,101  | 19.89 | +5.81  | 1 | +1 |  |  |
| | Lista Independiente N° 1 Todos Unidos por Abancay | 2,755  | 17.67 | n/a    | 2 | +2 |  |  |
| | Fuerza Democrática (FD)                           | 1,965  | 12.61 | –2.99  | 1 | –1 |  |  |
| | Alianza para el Progreso (APP)                    | 1,679  | 10.77 | Nuevo  | 2 | +2 |  |  |
| | Partido Aprista Peruano (APRA)                    | 1,304  | 8.36  | –1.04  | 0 | –1 |  |  |
| | Agrupación Independiente Sí Cumple (Sí Cumple)    | 753    | 4.83  | Nuevo  | 0 | ±0 |  |  |
| | Restauración Nacional (RN)                        | 748    | 4.80  | Nuevo  | 1 | +1 |  |  |
| | Frente Popular Llapanchik (Llapanchik)            | 543    | 3.48  | –2.38  | 1 | +1 |  |  |
| | Partido Nacionalista Peruano (PNP)                | 475    | 3.05  | Nuevo  | 0 | ±0 |  |  |
| | Frente Popular Democrático (FPD)2                 | 460    | 2.95  | –6.42  | 0 | ±0 |  |  |
| | Movimiento de Integración Kechwa Apurímac (MINKA) | 357    | 2.29  | Nuevo  | 0 | ±0 |  |  |
| | Movimiento Popular Kallpa (Kallpa)                | 353    | 2.26  | Nuevo  | 0 | ±0 |  |  |
| | Fuerza Nacional (FN)                              | 330    | 2.12  | Nuevo  | 0 | ±0 |  |  |
| | Unidad Nacional (UN)                              | 316    | 2.03  | –11.06 | 0 | ±0 |  |  |
| | Renacimiento Andino (RA)                          | 87     | 0.56  | Nuevo  | 0 | ±0 |  |  |
| | Listas independientes distritales                 | 363    | 2.33  | n/a    | 0 | –1 |  |  |
| |                                                   |        |       |        |   |    |  |  |
| Total | Total                                             | 15,589 |       |        | 8 | ±0 |  |  |
| |                                                   |        |       |        |   |    |  |  |
| Votos válidos | Votos válidos                                     | 15,589 | 80.90 | +4.35  |   |    |  |  |
| Votos en blanco | Votos en blanco                                   | 2,282  | 11.84 | –0.18  |   |    |  |  |
| Votos nulos | Votos nulos                                       | 1,399  | 7.26  | –4.17  |   |    |  |  |
| Votos emitidos | Votos emitidos                                    | 19,270 | 87.78 | +9.82  |   |    |  |  |
| Abstenciones | Abstenciones                                      | 2,683  | 12.22 | –9.82  |   |    |  |  |
| Votantes registrados | Votantes registrados                              | 21,953 |       |        |   |    |  |  |
| |                                                   |        |       |        |   |    |  |  |
| Fuente: |                                                   |        |       |        |   |    |  |  |
| Notas al pie: 1 Comparado con los resultados de Agrupación Independiente Unión por el Perú - Frente Amplio (UPP) en las elecciones de 2002. 2 Comparado con los resultados de Movimiento Nueva Izquierda (MNI) en las elecciones de 2002. |                                                   |        |       |        |   |    |  |  |
| Notas al pie: |                                                   |        |       |        |   |    |  |  |
| 1 Comparado con los resultados de Agrupación Independiente Unión por el Perú - Frente Amplio (UPP) en las elecciones de 2002. 2 Comparado con los resultados de Movimiento Nueva Izquierda (MNI) en las elecciones de 2002.               |                                                   |        |       |        |   |    |  |  |

### Resultados por distrito
La siguiente tabla enumera el control de los distritos de la provincia de Abancay. El cambio de mando de una organización política se resalta del color de ese partido.
| Distrito             | Alcalde(sa) titular      | Partido político | Partido político        | Alcalde(sa) electo(a)     | Partido político | Partido político          |
| -------------------- | ------------------------ | ---------------- | ----------------------- | ------------------------- | ---------------- | ------------------------- |
| Chacoche             | Mario Crucinta Achulle   |                  | Perú Posible            | Martín Puma Cayllahua     |                  | Frente Popular Llapanchik |
| Circa                | Teodoro Sarmiento Huamán |                  | Partido Aprista Peruano | Asunto Montoya Juro       |                  | Alianza para el Progreso  |
| Curahuasi            | Julio Luna Mansilla      |                  | Fuerza Democrática      | Danilo Valenza Calvo      |                  | Unión por el Perú         |
| Huanipaca            | Ignacio Bedia Guillen    |                  | Partido Aprista Peruano | José Chacón Vargas        |                  | Restauración Nacional     |
| Lambrama             | Virgilio Flores Ccanri   |                  | Fuerza Comunal Progreso | Hilario Saldivar Taipe    |                  | Todos Unidos por Abancay  |
| Pichirhua            | Alejandro Díaz Robles    |                  | Perú Posible            | Marcelino Montes Aguilar  |                  | Alianza para el Progreso  |
| San Pedro de Cachora | Félix Valer Ayquipa      |                  | Fuerza Democrática      | Huber Cuaresma Espinoza   |                  | Todos Unidos por Abancay  |
| Tamburco             | Alfredo Aedo Caballero   |                  | Todos Unidos            | Fernando Zúñiga Gutiérrez |                  | Fuerza Democrática        |